# 200 Motels
200 Motels is de naam van een muziekalbum van Frank Zappa dat de soundtrack vormt bij de gelijknamige film uit 1971 door Tony Palmer, waarin Zappa en zijn groep, The Mothers of Invention de hoofdrol spelen.

## De film
"200 Motels" was bedoeld als een satire op het leven van een rockgroep op tournee. Het script en de muziek werden geschreven door Zappa zelf, maar de regie werd verzorgd door Tony Palmer. De film heeft veel van de toenmalige leden van Zappa's groep in de hoofdrollen, zoals Mark Volman, Howard Kaylan, Aynsley Dunbar, George Duke, Don Preston, Ruth Underwood, Jimmy Carl Black en Jeff Simmons. Ook groupies Lucy Offerall en Janet Neville spelen mee, evenals The Royal Philharmonic Orchestra (als gevangenen in een strafkamp), Keith Moon (als een non), Theodore Bikel (als de presentator) en Ringo Starr (als een dwerg die zich verkleed heeft in Zappa). De film bevat een tekenfilmpje, geanimeerd door Cal Schenkel, de man die ook Zappa's hoezen ontwierp. Zappa zelf is amper in de film te zien en dan nog slechts als gitarist, drummer of dirigent, niet als acteur. 
De opnames vonden plaats in de Pinewood Studios in Engeland en verliepen erg hectisch en chaotisch, mede door het lage budget. Alles werd in één week tijd op videoband opgenomen waardoor slechts delen van het script verfilmd konden worden. Bepaalde acteurs en zelfs de regisseur stapten tijdens de opnames op wegens meningsverschillen. De uiteindelijke film werd dan ook een verwarrende en chaotische aaneenschakeling van surrealistische en muzikale scènes, zonder duidelijke plot. "200 Motels" flopte bij zijn release en stelde ook Zappafans teleur. Vanwege de knappe visuele effecten, sterke muziek en trippy ervaring groeide "200 Motels" later echter toch uit tot een cultfilm.  
Een deel van de opnames is te zien in de documentaires die Roelof Kiers in 1971 rond Zappa draaide voor de VPRO: "Frank Zappa" en "Frank Zappa filmt 200 Motels". Ook Zappa zelf bracht in 1989 een videodocumentaire uit rond de film, "The True Story of 200 Motels".

## De soundtrack
In 1971 bracht Zappa het album "200 Motels" uit, dat de soundtrack vormde bij de film. Desondanks staan niet alle composities op het album en is niet alle muziek terug te vinden in de film. De plaat verkocht beter dan de film zelf. 

### Tracks
1. "Semi-Fraudulent/Direct-From-Hollywood Overture" – 2:01
2. "Mystery Roach" – 2:32
3. "Dance of the Rock & Roll Interviewers" – 0:48
4. "This Town Is a Sealed Tuna Sandwich (Prologue)" – 0:55
5. "Tuna Fish Promenade" – 2:29
6. "Dance of the Just Plain Folks" – 4:40
7. "This Town Is a Sealed Tuna Sandwich (Reprise)" – 0:58
8. "The Sealed Tuna Bolero" – 1:40
9. "Lonesome Cowboy Burt" – 3:54
10. "Touring Can Make You Crazy" – 2:54
11. "Would You Like a Snack?" – 1:23
12. "Redneck Eats" – 3:02
13. "Centerville" – 2:31
14. "She Painted up Her Face" – 1:41
15. "Janet's Big Dance Number" – 1:18
16. "Half a Dozen Provocative Squats" – 1:57
17. "Mysterioso" – 0:48
18. "Shove It Right In" – 2:32
19. "Lucy's Seduction of a Bored Violinist & Postlude" – 4:01
20. "I'm Stealing the Towels" – 2:15
21. "Dental Hygiene Dilemma" – 5:11
22. "Does This Kind of Life Look Interesting to You?" – 2:59
23. "Daddy, Daddy, Daddy" – 3:11
24. "Penis Dimension" – 4:37
25. "What Will This Evening Bring Me This Morning" – 3:29
26. "A Nun Suit Painted on Some Old Boxes" – 1:08
27. "Magic Fingers" – 3:53
28. "Motorhead's Midnight Ranch" – 1:28
29. "Dew on the Newts We Got" – 1:09
30. "The Lad Searches the Night for His Newts" – 0:41
31. "The Girl Wants to Fix Him Some Broth" – 1:10
32. "The Girl's Dream" – 0:54
33. "Little Green Scratchy Sweaters & Corduroy Ponce" – 1:00
34. "Strictly Genteel (The Finale)" – 11:08
35. "Coming Soon! [Cut 1]" – 0:56
36. "The Wide Screen [Cut 2]" – 0:57
37. "Coming Soon! [Cut 3]" – 0:31
38. "Frank Zappa's 200 Motels [Cut 4]" – 0:11
39. "Magic Fingers [Single Edit]" – 2:57

Toegevoegde track: de originele filmtrailer 3:28

### Bezetting
| Acteur                       | Personage                          |
| ---------------------------- | ---------------------------------- |
| Bob Auger                    | Ingenieur                          |
| Theodore Bikel               | Verteller                          |
| Jimmy Carl Black             | Zang                               |
| George Duke                  | Trombone, keyboards                |
| Aynsley Dunbar               | Drums                              |
| Howard Kaylan                | Zang                               |
| Barry Keene                  | Overdubs, remixen                  |
| David McMacken               | Design, illustraties               |
| Patrick Pending              | Hoesteksten                        |
| Jim Pons                     | Stemmen                            |
| Royal Philharmonic Orchestra |                                    |
| Cal Schenkel                 | Design                             |
| Ian Underwood                | Keyboards, houtblazer              |
| Ruth Underwood               | Percussie                          |
| Mark Volman                  | Zang, fotografie                   |
| Frank Zappa                  | Bas, gitaar, producer, orkestratie |